# Zagreb-Trophäe der Männer 1964
Die Ⅱ Zagreb-Trophäe (kroatisch Trofej Zagreba) war die vierte Austragung der Jugoslawien-Trophäe eines internationalen Kleinfeldhandballturniers, das 1964 in Zagreb stattfand.

## Tabelle
| Pl.                 | Land             | Sp. | S | U | N | Tore    | Diff. | Punkte |
| ------------------- | ---------------- | --- | - | - | - | ------- | ----- | ------ |
| 1.                  | Tschechoslowakei | 3   | 3 | 0 | 0 | 051:320 | +19   | 6      |
| 2.                  | Jugoslawien      | 3   | 2 | 0 | 1 | 061:390 | +22   | 4      |
| 3.                  | Ungarn           | 3   | 1 | 0 | 2 | 054:590 | −5    | 2      |
| 4.                  | Polen            | 3   | 0 | 0 | 3 | 035:710 | −36   | 0      |
| Stand: 2. Juli 1964 |                  |     |   |   |   |         |       |        |

## Spiele
| 30. Juni 1964 | Tschechoslowakei | 14:9  | Polen                       | Zagreb |
| 30. Juni 1964 |                  | (7:5) | meiste Tore: 3 Spieler je 2 | Zagreb |
| 30. Juni 1964 | [ 2 ] [ 3 ]      |       |                             | Zagreb |

| 30. Juni 1964 | Jugoslawien       | 20:15 | Ungarn | Zagreb |
| 30. Juni 1964 | (11:7)            |       |        | Zagreb |
| 30. Juni 1964 | [ 1 ] [ 2 ] [ 4 ] |       |        | Zagreb |

| 1. Juli 1964 | Ungarn      | 11:24 | Tschechoslowakei | Zagreb |
| 1. Juli 1964 | (5:12)      |       |                  | Zagreb |
| 1. Juli 1964 | [ 4 ] [ 5 ] |       |                  | Zagreb |

| 1. Juli 1964 | Jugoslawien       | 29:11  | Polen                    | Zagreb |
| 1. Juli 1964 |                   | (16:5) | meiste Tore: Breguła (3) | Zagreb |
| 1. Juli 1964 | [ 1 ] [ 5 ] [ 3 ] |        |                          | Zagreb |

| 2. Juli 1964 | Ungarn      | 28:15  | Polen                       | Zagreb |
| 2. Juli 1964 |             | (11:5) | meiste Tore: 3 Spieler je 3 | Zagreb |
| 2. Juli 1964 | [ 4 ] [ 3 ] |        |                             | Zagreb |

| 2. Juli 1964 | Jugoslawien | 12:13 | Tschechoslowakei | Zagreb |
| 2. Juli 1964 |             |       |                  | Zagreb |
| 2. Juli 1964 | [ 1 ]       |       |                  | Zagreb |